# Comté de Stanthorpe

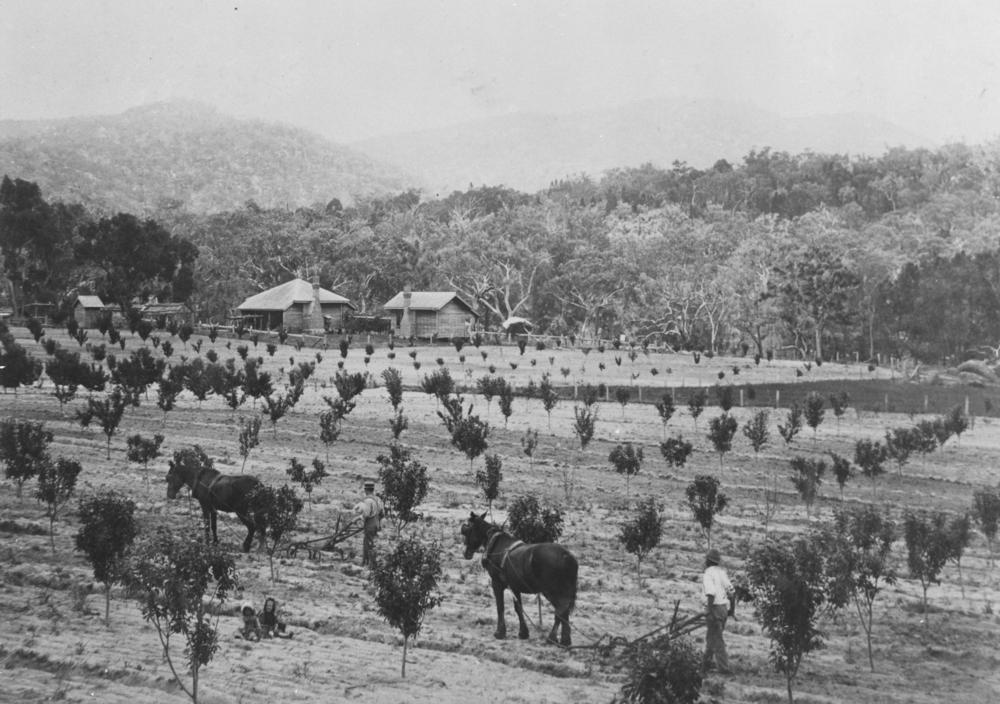
Labour d'un champ (agrosylviculture) sous un verger de cerisiers à Ballandean, dans le comté de Stanthorpe, en 1897.

Le comté de Stanthorpe en anglais : Shire of Stanthorpe est une ancienne zone d'administration locale situé dans l'État du Queensland en Australie, dont le siège était Stanthorpe.

## Géographie
Le comté s'étendait sur 2 669 km2 dans l'extrémité sud du Queensland et comprenait la ville de Stanthorpe, ainsi que les localités d'Amiens, Applethorpe, Ballandean, Cottonvale, Dalcouth, Diamondvale, Eukey, Glen Aplin, Greenlands, Kyoomba, Lyra, Messines, Mingoola, Passchendaele, Pikedale, Pikes Creek, Pozieres, Severnlea, Somme, The Summit, Thorndale, Wallangarra et Wyberba.

## Histoire
Créée en 1879, la division de Stanthorpe devient le comté du même nom le 31 mars 1903. Les comtés de Warwick et de Stanthorpe fusionnent le 15 mars 2008 pour créer la région des Southern Downs.

## Démographie
En 2006, la population s'élevait à 10 124 habitants.